# Little Apple
A Little Apple (kínaiul: Hsziao Pingguo (Xiǎo Píngguǒ)) a Chopstick Brothers egyik legismertebb száma, ami az Old Boys: The Way of the Dragon; Lao nanhaj cse meng lungkuo csiang (老男孩之猛龙过江, Lǎo nánhái zhī měng lóngguò jiāng) című film promója. Kiadása után nyomban hatalmas népszerűségre tett szert, internetes mémmé vált.

## YouTube hivatkozások
- MV-je a YouTube-on
- Pinjines átiratú szöveges klipje a YouTube-on